# Dirk Lotsy
Dirk Lotsy (né le 3 juillet 1882 à Dordrecht et mort le 27 mars 1965 à La Haye) est un footballeur international néerlandais. Il participe aux Jeux olympiques d'été de 1912, remportant la médaille de bronze avec les Pays-Bas.

## Biographie
Dirk Lotsy reçoit dix sélections en équipe des Pays-Bas entre 1950 et 1914, marquant un but.
Il joue son premier match en équipe nationale le 30 avril 1905, contre la Belgique (victoire 1-4 à Anvers).
Il participe aux Jeux olympiques d'été de 1912 organisés en Suède. Lors du tournoi olympique, il joue quatre matchs. Il officie comme capitaine de la sélection néerlandaise contre l'Autriche, le Danemark et la Finlande.
Le 5 avril 1914, il inscrit un but contre l'Allemagne (match nul 4-4 à Amsterdam). Il reçoit sa dernière sélection le 17 mai 1914, contre le Danemark (défaite 4-3 à Copenhague).

## Palmarès

### Jeux olympiques
- Jeux olympiques de 1912 :
  -  Médaille de bronze.